# Noriyuki Haga
Noriyuki Haga (jap. 芳賀紀行 Haga Noriyuki; ur. 2 marca 1975 roku w Nagoi) – japoński motocyklista.

## Kariera

### Początki (1993–1997)
Noriyuki karierę rozpoczął w roku 1993, od udziału w japońskich mistrzostwach Superbike’ów. Po dwóch latach startów na włoskiej maszynie Ducati, Haga w sezonie 1995 dosiadł motocykla Yamahy. W 1997 roku sięgnął po tytuł mistrzowski. W roku 1996 wraz z Amerykaninem Colinem Edwardsem zwyciężył w długodystansowym wyścigu – Suzuka 8h.

### World Superbike (1996–2000)
Japończyk w 1996 roku zadebiutował w mistrzostwach świata Superbike’ów, na motocyklu Yamaha. Dzięki „dzikiej karcie” wystartował na rodzimym torze w Sugo. W pierwszym wyścigu stanął na podium, zajmując drugie miejsce. Uzyskał również najszybszy czas okrążenie. Zdobyte punkty sklasyfikowały go na 22. miejscu w ogólnej punktacji.
W kolejnym sezonie (ponownie na Yamasze) Haga wystartował w czterech wyścigach (zastąpił niedysponowanego Colina Edwardsa). Podczas zmagań w Japonii i Indonezji trzykrotnie dojeżdżał na podium, w tym po raz pierwszy na najwyższym stopniu (w drugim wyścigu na japońskim obiekcie). Dzięki zdobytym punktom w klasyfikacji znalazł się na 13. lokacie.
Obiecujące wyniki pozwoliły mu wystartować w całym sezonie. W ekipie trzech skrzyżowanych kamertonów zastąpił odchodzącego do Hondy Edwardsa. Haga w fantastyczny sposób rozpoczął sezon, wygrywając w trzech z czterech pierwszych wyścigów (dwukrotnie w Wielkiej Brytanii oraz w jednym z wyścigów w Australii). Nie był jednak w stanie utrzymać się na pozycji lidera przez cały sezon. Ostatecznie triumfował jeszcze dwukrotnie (w USA oraz w Japonii), a podczas zmagań w Hiszpanii po raz pierwszy sięgnął po pole position. W klasyfikacji generalnej zajął 6. miejsce.
W sezonie 1999 odniósł jedno zwycięstwo, w pierwszym wyścigu w Hiszpanii. Ostatecznie został sklasyfikowany na 7. pozycji.
W roku 2000 Noriyuki po raz pierwszy realnie liczył się w walce o tytuł mistrzowski. Po drugim wyścigu w RPA, Japończyk został jednak poddany badaniom, które stwierdziły w jego organizmie niedozwolony środek dopingowy (suplement efedryna), pochodzący z ziół stosowanych w Huang Ma. W tej sytuacji wyniki Japończyka z pierwszej rundy zostały anulowane, a kara absencji miała obowiązywać począwszy od 5 czerwca. Po serii odwołań, rezultat pierwszego wyścigu został jednak przywrócony, a karę wykluczenia przesunięto i skrócono do dwóch tygodni. W efekcie Haga nie mógł wystartować w ostatniej rundzie, na brytyjskim torze Brands Hatch i ostatecznie przegrał mistrzostwo, nie mogąc odrobić strat do Amerykanina Colina Edwardsa. W ciągu sezonu jedenastokrotnie stawał na podium, z czego cztery razy na najwyższym stopniu.

### MotoGP
W roku 1998, za sprawą „dzikiej karty”, Japończyk zadebiutował w motocyklowych mistrzostwach świata. Dosiadając maszynę Yamahy w pierwszej rundzie, na torze w Japonii, Noriyuki zajął najniższy stopnień podium. Pomimo sukcesu Haga nie dostał już kolejnej szansy startu. Dzięki szesnastu punktom zmagania zakończył na 20. pozycji.
Po kontrowersyjnym sezonie 2000 w WSBK Japończyk przeszedł do wyścigów Grand Prix, podpisując kontrakt z Red Bull Yamaha. Debiut w pełnym wymiarze nie był jednak udany dla Hagi, który tylko dwukrotnie znalazł się w pierwszej ósemce. Najlepiej spisał się podczas GP Wielkiej Brytanii, gdzie zajął czwartą pozycję. Uzyskane punkty sklasyfikowały go na 14. lokacie, ex-equo z Francuzem Olivierem Jacque.
Po roku przerwy Nori powrócił do serii, tym razem nawiązując współpracę z włoską stajnią Alice Aprilia, z którą startował w Superbike’ach. Będąc partnerem rywala z WSBK Edwardsa, Japończyk ponownie nie miał udanego sezonu, będąc tylko dwukrotnie w pierwszej dziesiątce. Podczas ulewnego GP Francji Haga uzyskał najszybsze okrążenie wyścigu, który zakończył na ósmej lokacie. Oczko wyżej był na brytyjskim torze Donington Park. Ostatecznie został sklasyfikowany ponownie na 14. pozycji, za amerykańskim motocyklistą.

### World Superbike (2002, 2004–)
Po nieudanym sezonie w MotoGP, Haga powrócił do WSBK. Reprezentując debiutującą w serii włoską stajnię Aprilia, Japończyk zakończył rywalizację na 4. pozycji. Siedmiokrotnie stawał na podium, jednakże ani razu nie udało mu się zwyciężyć. Po zaledwie jednym roku startów, Japończyk przeniósł się do wyścigów Grand Prix wraz z włoską ekipą.
Gdy kolejna próba zasłynięcia w MotoGP uległa niepowodzeniu, Noriyuki postanowił więc na stałe powrócić do mistrzostw świata Superbike’ów. Podpisał kontrakt z włoską stajnią Ducati Renegade Koji. Powrót do serii był bardzo udany, gdyż Haga sześciokrotnie sięgał po zwycięstwo. Mniej stabilna forma od rywali nie pozwoliła mu jednak wywalczyć tytułu i ostatecznie zajął 3. miejsce w końcowej klasyfikacji.
W roku 2005 Japończyk dołączył do włoskiej ekipy Yamaha Motor Italia. Dzięki mocnej końcówce sezonu (osiem miejsc na podium z rzędu, z czego dwa zwycięstwa odniesione na torze w Czechach i Wielkiej Brytanii) Nori ponownie wywalczył 3. pozycję na koniec sezonu.
W sezonie 2006 Haga przez większą część rywalizacji utrzymywał się na drugiej lokacie. W ostateczności jednak Japończyk spadł oczko niżej, będąc po raz trzeci z rzędu sklasyfikowanym na 3. miejscu. W trakcie rywalizacji jedenastokrotnie znalazł się na podium, w tym raz na najwyższym stopniu (na Brands Hatch). Po raz drugi w karierze sięgnął również po pierwsze pole startowe. Sukces miał miejsce na czeskim torze Masaryk Circuit.
W 2007 roku Noriyki przegrał mistrzostwo najmniejszą w historii tej serii liczbą punktów z Brytyjczykiem Jamesem Toselandem (dwa punkty). W ciągu sezonu piętnastokrotnie stawał na podium, z czego sześć razy na pierwszym miejscu. Poza tym dwukrotnie zdobył pole position (na torach we Włoszech oraz w Czechach). Razem z Troyem Corserem sięgnął po tytuł mistrzowski w klasyfikacji konstruktorów.
Sezon 2008 był ostatnim dla Hagi w tym zespole. Walkę o tytuł uniemożliwiła mu bardzo nierówna forma. Japończyk zwyciężył w aż siedmiu wyścigach, jednakże sukcesy przeplatały się z kiepskimi wynikami, co w efekcie dało 3. lokatę, za zespołowym partnerem Corserem.
W roku 2009 Japończyk podpisał kontrakt z mistrzowską ekipą Ducati Corse, w której zastąpił kończącego karierę Troya Baylissa. Po raz trzeci w karierze Haga został wicemistrzem świata, po zaciętym pojedynku z debiutantem Benem Spiesem (tytuł przegrał różnicą sześciu oczek). Dzięki równej i konsekwentnej jeździe Noriyuki prowadził przez większą część zmagań (jego przewaga w pewnym momencie sięgała nawet blisko sto punktów). Punktem kulminacyjnym sezonu okazał się jednak ciężki wypadek podczas drugiego wyścigu, na torze Donington Park, w którym Nitro-Nori o mało nie doznał złamania kręgosłupa. Dzięki miesięcznej przerwie w kalendarzu Haga mógł wystartować na torze Masaryk Circuit, jednakże nie był w stanie walczyć o czołowe lokaty. Kolizja z Jonathanem Reą (na torze w Niemczech) spowodował, iż Japończyk spadł na drugą pozycję w klasyfikacji generalnej. W kolejnych wyścigach Haga spisywał się jednak lepiej od Amerykanina i na rundę przed zakończeniem sezonu prowadził z przewagą dziesięciu punktów. Wypadek Noriego w pierwszym wyścigu w Portugalii, przy zwycięstwie Spiesa, pozwolił Benowi dojechać bez presji na piątym miejscu w drugim podejściu, dzięki czemu sięgnął po tytuł mistrza świata. W trakcie rywalizacji Haga aż dziewiętnastokrotnie stawał na podium, z czego osiem razy zwyciężał.
W roku 2010 Japończyk nie liczył się w walce o mistrzostwo. Noriyuki sześciokrotnie znalazł się w pierwszej trójce, w tym dwukrotnie na najwyższym stopniu, co w efekcie dało mu 6. lokatę. Po sezonie bolońska ekipa postanowiła zakończyć działalność w serii.
Na sezon 2011 Japończyk związał się z włoskim zespołem PATA Racing Team Aprilia.

### Statystyki liczbowe

#### WSBK
| Rok  | Motocykl | 1       | 1       | 2       | 2       | 3       | 3     | 4       | 4       | 5       | 5       | 6       | 6      | 7     | 7       | 8       | 8     | 9       | 9       | 10     | 10      | 11      | 11      | 12      | 12    | 13    | 13    | 14      | 14     | Poz. koń. | Pkt | Ref |
| Rok  | Motocykl | R1      | R2      | R1      | R2      | R1      | R2    | R1      | R2      | R1      | R2      | R1      | R2     | R1    | R2      | R1      | R2    | R1      | R2      | R1     | R2      | R1      | R2      | R1      | R2    | R1    | R2    | R1      | R2     | Poz. koń. | Pkt | Ref |
| ---- | -------- | ------- | ------- | ------- | ------- | ------- | ----- | ------- | ------- | ------- | ------- | ------- | ------ | ----- | ------- | ------- | ----- | ------- | ------- | ------ | ------- | ------- | ------- | ------- | ----- | ----- | ----- | ------- | ------ | --------- | --- | --- |
| 2000 | Yamaha   | RSA 2   | RSA DSQ | AUS 10  | AUS 2   | JPN 2   | JPN 4 | GBR 4   | GBR 4   | ITA Ret | ITA 5   | GER 3   | GER 1  | SMR 7 | SMR Ret | SPA 3   | SPA 1 | USA 1   | USA 2   | GBR 5  | GBR 4   | NED 3   | NED 1   | GER 9   | GER 5 | GBR   | GBR   |         |        | 2         | 335 |     |
| 2002 | Aprilia  | SPA 2   | SPA 2   | AUS Ret | AUS 6   | RSA Ret | RSA 6 | JPN 3   | JPN 5   | ITA Ret | ITA 3   | GBR 2   | GBR 10 | GER 4 | GER 5   | SMR 4   | SMR 3 | USA Ret | USA Ret | GBR 4  | GBR 5   | GER 7   | GER 4   | NED 3   | NED 6 | ITA 5 | ITA 4 |         |        | 4         | 278 |     |
| 2004 | Ducati   | SPA Ret | SPA 1   | AUS 8   | AUS 6   | SMR 4   | SMR 4 | ITA Ret | ITA Ret | GER 1   | GER Ret | GBR 1   | GBR 2  | USA 6 | USA 4   | GBR 1   | GBR 1 | NED 4   | NED 3   | ITA 4  | ITA Ret | FRA 2   | FRA 1   |         |       |       |       |         |        | 3         | 299 |     |
| 2005 | Yamaha   | QAT 5   | QAT 11  | AUS Ret | AUS Ret | SPA 5   | SPA 4 | ITA 11  | ITA 9   | EUR Ret | EUR 3   | SMR 6   | SMR 6  | CZE 7 | CZE 1   | GBR 2   | GBR 1 | NED 3   | NED 2   | GER 2  | GER 3   | ITA 3   | ITA C   | FRA Ret | FRA 3 |       |       |         |        | 3         | 271 |     |
| 2006 | Yamaha   | QAT Ret | QAT 3   | AUS 4   | AUS 4   | SPA 5   | SPA 5 | ITA 4   | ITA 3   | EUR 2   | EUR 2   | SMR 5   | SMR 3  | CZE 4 | CZE 3   | GBR 3   | GBR 1 | NED Ret | NED Ret | GER 2  | GER 2   | ITA 4   | ITA 6   | FRA 2   | FRA 4 |       |       |         |        | 3         | 326 |     |
| 2007 | Yamaha   | QAT 8   | QAT 4   | AUS 4   | AUS 3   | EUR 4   | EUR 1 | SPA 2   | SPA 3   | NED 2   | NED Ret | ITA 1   | ITA 1  | GBR 2 | GBR C   | SMR Ret | SMR 2 | CZE 4   | CZE 4   | GBR 7  | GBR 2   | GER 1   | GER 2   | ITA 4   | ITA 3 | FRA 1 | FRA 1 |         |        | 2         | 413 |     |
| 2008 | Yamaha   | QAT 14  | QAT 13  | AUS 8   | AUS 7   | SPA Ret | SPA 1 | NED Ret | NED 2   | ITA 2   | ITA 1   | USA Ret | USA 6  | GER 1 | GER 1   | SMR 10  | SMR 4 | CZE 6   | CZE 7   | GBR 19 | GBR 2   | EUR Ret | EUR DSQ | ITA 1   | ITA 1 | FRA 1 | FRA 2 | POR Ret | POR 14 | 3         | 327 |     |
| 2009 | Ducati   | AUS 1   | AUS 2   | QAT 2   | QAT 2   | SPA 1   | SPA 1 | NED 2   | NED 1   | ITA 2   | ITA Ret | RSA 1   | RSA 1  | USA 9 | USA 8   | SMR 5   | SMR 3 | GBR 3   | GBR Ret | CZE 8  | CZE 6   | GER 2   | GER Ret | ITA 1   | ITA 2 | FRA 2 | FRA 1 | POR Ret | POR 2  | 2         | 456 |     |
| 2010 | Ducati   | AUS 3   | AUS 5   | POR 8   | POR 8   | SPA 5   | SPA 1 | NED 10  | NED Ret | ITA 11  | ITA 6   | RSA 17  | RSA 10 | USA 3 | USA 4   | SMR 7   | SMR 9 | CZE 6   | CZE 5   | GBR 14 | GBR 13  | GER Ret | GER 1   | ITA 3   | ITA 2 | FRA 7 | FRA 5 |         |        | 6         | 258 |     |
| 2011 | Aprilia  | AUS 9   | AUS 7   | EUR 6   | EUR 17  | NED     | NED   | ITA     | ITA     | USA     | USA     | SMR     | SMR    | SPA   | SPA     | CZE     | CZE   | GBR     | GBR     | GER    | GER     | ITA     | ITA     | FRA     | FRA   | POR   | POR   |         |        | 9         | 26  |     |